# 莱扎
莱扎（法語：Lézat，發音：[leza]）是法国汝拉省圣克洛德区的一个旧市镇。2016年1月1日，莱扎和相邻的另外2个市镇合并为新市镇上比耶讷，并成为了上比耶讷的委派市镇。

## 地理
莱扎（46°30'26"N, 5°57'18"E）面积5.75 平方千米，位于法国勃艮第-弗朗什-孔泰大區汝拉省，该省份为法国东部内陆省份，北起上索恩省，西北接科多尔省，西临索恩-卢瓦尔省，南至安省，东与杜省和瑞士接壤。
与莱扎接壤的市镇（或旧市镇、城区）包括：莫尔比耶、普雷堡、格朗德里维耶尔、隆绍穆瓦、拉穆耶、比耶讷河畔维拉尔。
莱扎的时区为UTC+01:00、UTC+02:00（夏令时）。

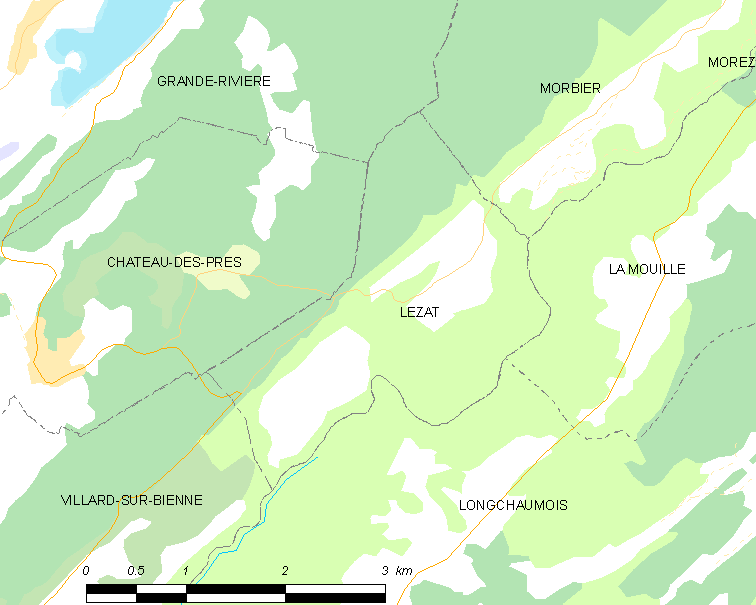
莱扎的OSM定位图

## 行政
莱扎的邮政编码为39400，INSEE市镇编码为39294。

## 政治
莱扎所属的省级选区为上比耶讷县。

## 人口

1962-2008年间莱扎人口变化图示

莱扎于2018年1月1日时的人口数量为187人。